# KELER Központi Értéktár Zrt.
A KELER Központi Értéktár Zrt. (KELER Zrt.) a magyarországi pénz- és tőkepiaci infrastruktúra működésének kulcsfontosságú intézménye,[forrás?] amely a Budapesti Értéktőzsdével kötött együttműködés értelmében a tőzsdei forgalom elszámolását, valamint a tőzsdén kívüli (OTC-piaci) elszámolást végzi.

## Alapítása
A Központi Elszámolóház és Értéktár Rt.-t 1993 októberében alapította a Magyar Nemzeti Bank, a Budapesti Értéktőzsde és a Budapesti Árutőzsde, elsősorban a kétszintű bankrendszer 1987-es létrehozásának és a Budapesti Értéktőzsde 1990-es újraalapításának következményeként. Profiljába az értéktári tevékenység, az értékpapírszámla-vezetés és a tőzsdei értékpapír-kereskedelem elszámolása tartozott. 2009-ben a vállalat funkcionálisan kettévált, a központi szerződő fél funkciója az újonnan alakult KELER KSZF Zrt.-hez került.

## Funkciói
A KELER főbb ügyfelei a hazai és nemzetközi pénzpiac szereplői, ezen belül egyes hitelintézetek, befektetési alapkezelők, letétkezelők és forgalmazók, illetve értékpapír kibocsátók. A szervezet továbbá együttműködésben áll a szervezett energiapiac és gázpiac egyes szereplőivel.
A KELER elszámolóházként a piaci szereplők által megkötött ügyletek teljesítését végzi. Az elszámolás az azonnali, szabványosított határidős és opciós ügyletek esetében is együtt, gördülő módon, a multilaterális nettósítás elve mentén zajlik.
A központi értéktári funkció a Magyarországon kibocsátott értékpapírok keletkeztetését, az értékpapírkód (ISIN kód) kiadásokat, valamint a külföldön kibocsátott értékpapírról külföldi vagy belföldi forgalmazás céljára szolgáló okirat kiállítását, illetve a központi értékpapírszámlák nyilvántartását és vezetését foglalja magába.
A központi szerződő fél (Central Counterparty, azaz CCP) funkciót 2009 óta a KELER KSZF Zrt. látja el a Budapesti Értéktőzsde azonnali és a származékos piacain egyaránt. Az azonnali piacon a KELER KSZF a nettósításból eredő pozíciók pénzügyi teljesítését garantálja, a nettósított tranzakciókat kiegyenlítés céljából megküldi a KELER részére. A származékos piacon a KELER KSZF esetleges nem teljesítéskor a vevővel szemben eladóként, az eladóval szemben vevőként lép fel, így garantálja az általa befogadott ügyletek megkötését.
A KELER Zrt. mint központi értéktár ezen felül tagot delegálhat a Befektető-védelmi Alap kilenctagú igazgatóságába, ezt a feladatot 2022 júliusáig dr. Nemescsói András látja el.

### Működése, tagsági rendszer
A KELER Csoport a tőkepiacról szóló 2001. évi CXX. törvény, valamint a hitelintézetekről és a pénzügyi vállalkozásokról szóló 1996. évi CXII. törvény alapján működik.
A tőzsdei kibocsátók csak akkor vehetnek részt a kereskedésben, ha az általuk lebonyolított ügyletek elszámolása biztosított. Ennek módja lehet, ha klíringtaggá válnak a KELER KSZF-ben, azaz eleget tesznek a KELER KSZF által meghatározott feltételeknek és a klíringtagi garanciaelemeket is biztosítják, vagy alklíringtagi szerződést kötnek egy klíringtaggal.

## Nemzetközi kapcsolatok
Európai Központi Értéktárak Szövetsége
Az Európai Központi Értéktárak Szövetsége (ECSDA) az európai központi értéktárakat összefogó szervezet, amely 37 ország 39 értéktárát tömöríti magába. Célja a hatékony és biztonságos nemzetközi értékpapír kereskedelem, illetve elszámolás elősegítése.
Értékpapírkód-kiadó Ügynökségek Nemzetközi Szervezete
Az Értékpapírkód-kiadó Ügynökségek Nemzetközi Szervezete (ANNA) egy globális, több mint 120 országban jelen lévő iparági szervezet, amelyet nemzeti bankok, értéktárak, tőzsdék, adatszolgáltatók és szabályozói szervezetek alkotnak. Célja a globális azonosítók létrehozásán és bevezetésén keresztül az értékpapírok és tőkepiaci termékek beazonosíthatóságának megkönnyítése, illetve az alapadatok elérésének egyszerűsítése.

## Igazgatóság
| Név                  | Delegáló szervezet    |
| Oláh Gábor, elnök    | GIRO Zrt.             |
| Balogh Csaba Kornél  | Magyar Nemzeti Bank   |
| Berényi László Zsolt | KELER                 |
| Máté-Tóth István     | Budapesti Értéktőzsde |
| Havas László         | KELER                 |
| Nagy Zoltán          | Magyar Nemzeti Bank   |

## Felügyelőbizottság
| Név                  | Delegáló szervezet    |
| Kurali Zoltán, elnök | Magyar Nemzeti Bank   |
| Gergely Ádám Bálint  | Budapesti Értéktőzsde |
| Molnár István        | Magyar Nemzeti Bank   |
| Nagy Péter Gábor     | Budapesti Értéktőzsde |
| Visontai Balázs      | Budapesti Értéktőzsde |